# Крушевачко читалиште
Крушевачко читалиште основано је 1857. године и претеча је данашње библиотеке у Крушевцу. Из сачуване преписке између Високославног попечитељства и Начелништва округа крушевачког, уочава се да је акцију покренуло неколико виђенијих Крушевљана и да је те године уписано 50 – ак чланова.

## Историјат
Град Крушевац је раније имао веома уређено Читалиште које је подигнуто 1857. на иницијативу грађана, али убрзо је пропало. Грађани Крушевца су трудом и трошком допринели његовом обнављању. Од Крушевљана се очекивало да ће га обогатити прилозима и да ће се повећавати број чланова. Шест година касније, 20. јануара 1869. начелник крушевачког округа Милан Миковић изјавио је да је овом округу установљено две читаонице: у вароши Крушевцу и у варошици Трстенику. И ово читалиште је престало са радом, али се 1979. поново отвара Читаоница крушевачка.

## Колекција читалишта
Читаоница у Крушевцу је бројала око сто десет редовних чланова и садржала је свега седамнаест разних српских и страних листова, док је читаоница Трстеника бројала око четрдесет чланова и садржала је петнаест домаћих и страних листова. Крушевац је имао књижницу у Крушевачкој Гимназијској Реалци. Њен професор Матеја Карамарковић, молио је 17. фебруара Српско учено друштво да пошаљу све књиге које су до тада издали. Друштво је уважило молбу и решило је да све до тада о трошку Друштва, штампане књиге, а и од тада које се буду издале, пошаљу Гимназијској Реалци Крушевачкој за библиотеку. Како то решење суд ни у ком обзиру није извршио, нити су послате оне књиге које је Друштво до тада издало, нити су послате оне које је Друштво до тада издало.

## Читаоница и друге активности
При организовању позоришних представа, певања и осталих забава, члановима нису била потребна нарочита правила, него ће када пожеле да одрже представе или да се састају зарад певања и друге забаве, пријавити месној заједници, која је надлежна да такве веће скупове одобрава.

## Имовина
Од имовине није имала ништа до једног ормана, једну лампу и једну таблу. Овај извештај поднет је на поновљен захтев министра просвете. Ако се Крушевац не би могао похвалити својим читалиштем, Певачким друштвом, које је основано 1870. године, свакако би. Певачко друштво Цар Лазар непрекидно постоји 28 година и ради на српској песми.

## Правила читаонице
Правила читалишта изражена су у члановима:
- Члан I Суграђани вароши Крушевца установљавају Читаоницу у тој жељи да се у њој читају како српске, тако и стране новине.
- Члан II У читаоници града Крушевца се читају како српске, тако и стране новине.
- Члан III Да би се Читаоница одржавала у реду, постоји одбор од председника, деловође и благајника. Ова ће се лица одређивати на годину дана.
- Члан IV Исти ће се одбор старати о одржавању Читаонице и ако би кад нашао за нужно да се о томе посаветује са члановима Читаонице, онда ће их и сазвати ради договора.
- Члан V Који год жели бити члан Читаонице платиће улог од 10 динара годишње.
- Члан VI Читаоница ће који пут преко године давати коју беседу или село с претходним одобрењем месне власти.
- Члан VII Новине које Читаоница прима читаће се само у Читаоници, а са одобрењем председника могу се носити кући на читање пошто се замене новијим бројевима.
- Члан VIII Одбор се уједно сматра и као представник Читаонице крушевачке.
- Члан IX Ова правила вреде од дана кад их власт потврди.[3]